# Bandera de Baden

1:1 Bandera de 1077-1803.

La bandera de Baden estaba representada por una combinación de amarillo y rojo, los colores heráldicos del anterior Estado alemán de Baden. 

## Generalidades

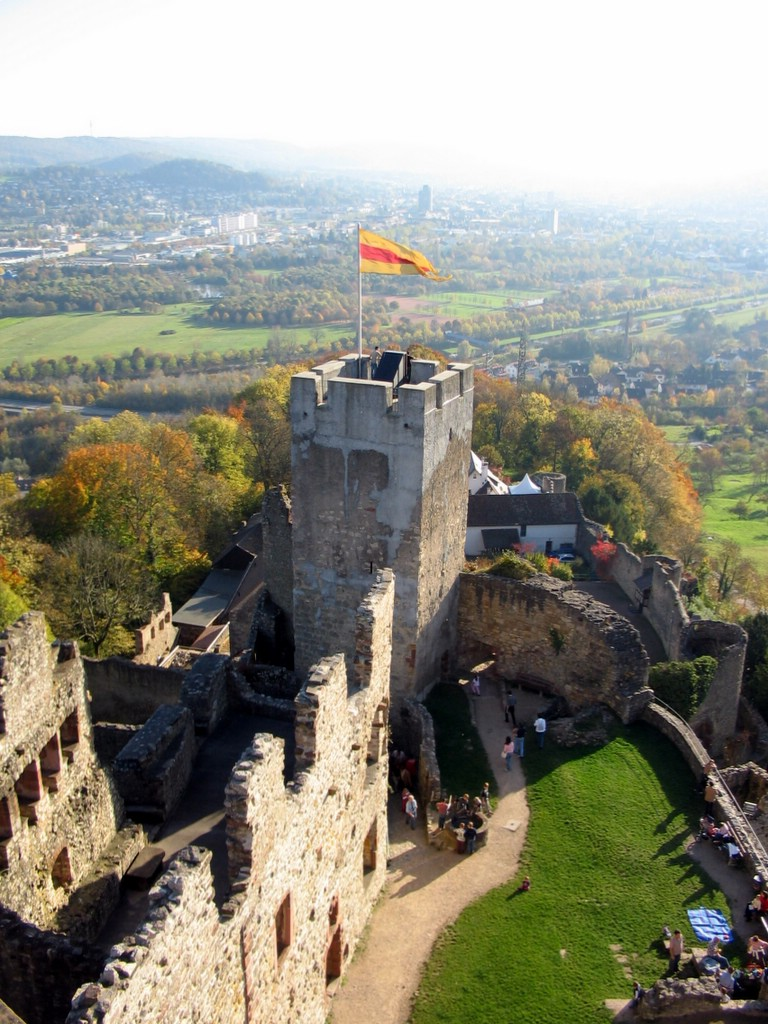
La bandera de Baden al vuelo en el castillo de Rötteln en Lörrach.

3:2 Bandera de 1803-1848.

3:2 Pabellón civil de Baden (1848-1862)

3:5 Bandera entre 1862 a 1871

3:5 Bandera de 1871-1891.

3:5 Bandera de Baden 1891-1935, 1947-1952.

Una bandera bicolor roja-amarilla fue introducida como bandera del Gran Ducado de Baden (1806-1918) en 1871. Esta fue remplazada por una bandera de tres bandas de amarillo-rojo-amarillo en 1891. Tras la abolición de la monarquía al fin de la I Guerra Mundial, fue establecida la República de Baden, que continuó utilizando esta bandera de tres bandas. Después de la llegada al poder del partido nazi en Alemania en 1933, los Estado alemanes individuales y sus símbolos fueron finalmente suprimidos. Después de la II Guerra Mundial, la mitad sur de Baden se convirtió en parte de la Zona de Ocupación Francesa en donde estableció el Estado de Baden del Sur. Baden del Sur utilizó la bandera de tres bandas amarillo-rojo-amarillo como su bandera hasta el desmantelamiento del Estado en 1952, cuando se convirtió en parte del moderno Estado federado de Baden-Wurtemberg.
La bandera todavía es común de verla en la región de Baden en la actualidad, ya que es utilizada por muchos ciudadanos a título privado.